# Осока волосинчаста
Осока волосинчаста, осока волосовидна (Carex capillaris) — вид багаторічних трав'янистих рослин родини осокові (Cyperaceae). Етимологія: лат. capillaris — «волосоподібний».

## Опис
Стебла до 60 см, із закругленими кутами, гладкі. Листові пластинки від сірувато-зеленого до темно-зеленого кольору, 2–9 см × (0.75)1–4 мм й не більше половини довжини стебел. Плоди обернено-яйцеподібні, 2,5–3 мм, з дзьобом 0,5–1 мм. Луски від блідо-до середньо-коричневого кольору. 2n = 54.

## Поширення
Північна Євразія (у тому числі Україна), Кавказ, Північна Америка: Ґренландія; Сен-П'єр і Мікелон; Канада; США. Населяє багаті мінералами болота, вологу тундру, вологі скелі, луки, береги водойм, вологі ліси.

## Галерея

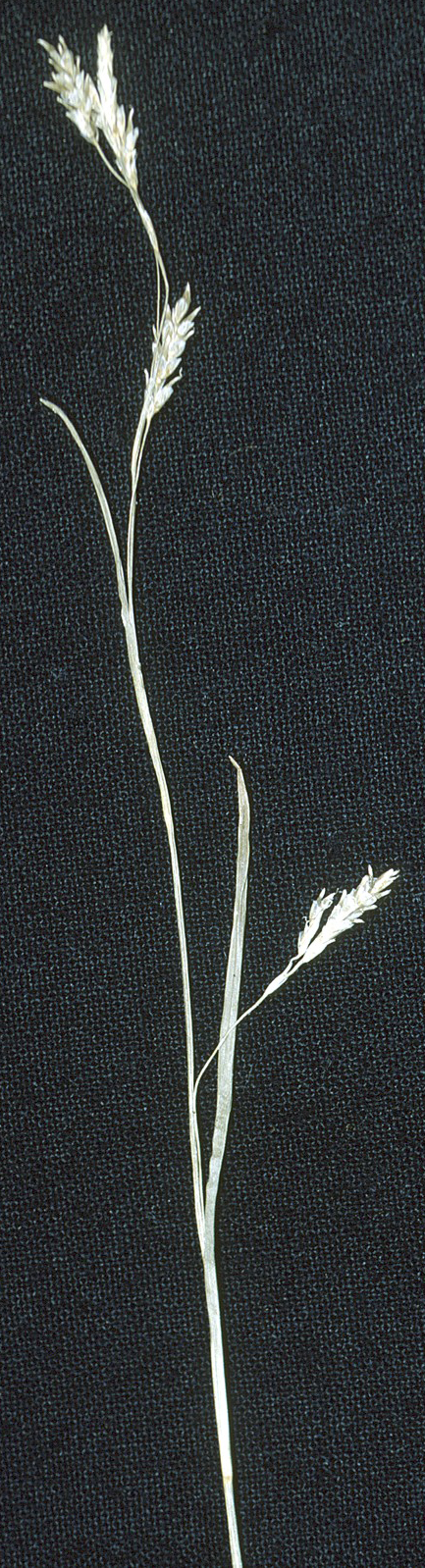
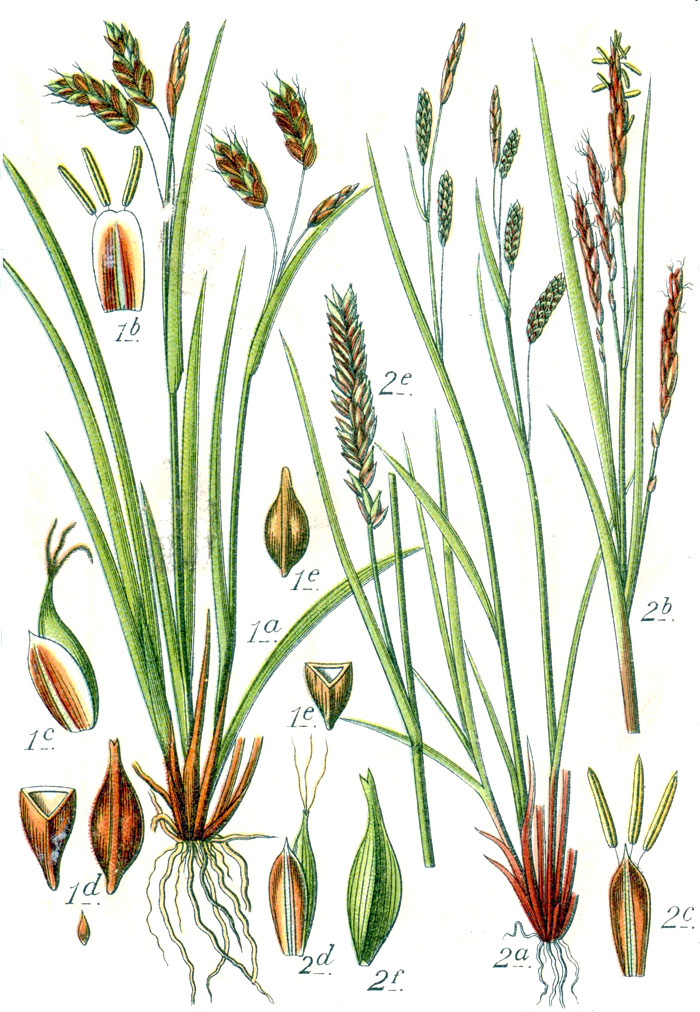